# Jonathan Marks
Jonathan M. Marks, född 1955, är en antropolog vid University of North Carolina at Charlotte.
Marks studerade vid Johns Hopkins University i Baltimore och University of Arizona med inriktning mot genetik och antropologi. Han doktorerade 1984 och forskade sedan i genetik vid UC-Davis från 1984-1987 och undervisade därefter vid Yale i 10 år och vid Berkeley i 3 år. Han bosatte sig sedan i Charlotte där han nu är professor vid University of North Carolina-Charlotte.
Han har fått många forskningsartiklar och essäer publicerade. Han är en tydlig kritiker av vetenskaplig rasism, och har argumenterat mot idén att "ras" är en naturlig kategori. Enligt Marks syn är "ras" en blandning av mönster i biologisk variation mönster av uppfattade skillnader.
Han sitter också i styrelsen för Indigenous Peoples Council on Biocolonialism, Nixon, Nevada.

## Böcker
- Evolutionary Anthropology (1991, with Edward Staski)
- Human Biodiversity (1995) ISBN 3110148552
- What It Means to be 98% Chimpanzee (2002) ISBN 0520240642
- Why I Am Not a Scientist (2009) ISBN 0520259602